# Адріан Гарсія
Адріан Гарсія (ісп. Adrián García; нар. 25 травня 1978) — колишній чилійський тенісист.
Найвищу одиночну позицію світового рейтингу — 103 місце досяг 13 вересня 2004, парну — 124 місце — 23 квітня 2007 року.
Завершив кар'єру 2011 року.

## Часовий графік результатів
| W | Ф | ПФ | ЧФ | #Р | КТ | К# | DNQ | A | NH |

### Одиночний розряд
| Турніри Великого шлему                 |     |     |     |     |     |     |     |     |     |       |     |      |
| Відкритий чемпіонат Австралії з тенісу |     |     |     |     |     | К2р | К1р |     |     | 0 / 0 | 0–0 | –    |
| Відкритий чемпіонат Франції з тенісу   |     |     |     |     |     |     |     | К1р |     | 0 / 0 | 0–0 | –    |
| Вімблдонський турнір                   | К1р | К1р |     |     | К1р | 1р  | К2р |     |     | 0 / 1 | 0–1 | 0%   |
| Відкритий чемпіонат США з тенісу       | К2р |     |     |     | К2р | К2р |     | К3р |     | 0 / 0 | 0–0 | –    |
| В-П                                    | 0–0 | 0–0 | 0–0 | 0–0 | 0–0 | 0–1 | 0–0 | 0–0 | 0–0 | 0 / 1 | 0–1 | 0%   |
| Тур ATP Мастерс 1000                   |     |     |     |     |     |     |     |     |     |       |     |      |
| Індіан-Веллс                           |     |     |     |     |     |     | К2р | К1р | К1р | 0 / 0 | 0–0 | –    |
| Відкритий чемпіонат Маямі з тенісу     |     |     |     |     |     | К2р | К1р |     |     | 0 / 0 | 0–0 | –    |
| Мастерс Рим                            |     |     |     |     |     |     |     |     | К1р | 0 / 0 | 0–0 | –    |
| В-П                                    | 0–0 | 0–0 | 0–0 | 0–0 | 0–0 | 0–0 | 0–0 | 0–0 | 0–0 | 0 / 0 | 0–0 | 100% |

## Фінали ATP Челленджер і ITF Ф'ючерс

### Одиночний розряд: 23 (11–12)
| Легенда              |
| -------------------- |
| ATP Челленджер (3–8) |
| ITF Ф'ючерс (8–4)    |

| Фінали за покриттям |
| ------------------- |
| Тверде (1–1)        |
| Ґрунт (10–11)       |
| Трава (0–0)         |
| Килим (0–0)         |

| Результат | В-П   | Дата     | Турнір                    | Рівень     | Покриття | Суперник                | Рахунок            |
| --------- | ----- | -------- | ------------------------- | ---------- | -------- | ----------------------- | ------------------ |
| Перемога  | 1–0   | Вер 1999 | Перу F1, Арекіпа          | Ф'ючерс    | Ґрунт    | Жуліо Сілва             | 7–5, 6–1           |
| Поразка   | 1–1   | Жов 1999 | Парагвай F2, Асунсьйон    | Ф'ючерс    | Ґрунт    | Дієго Мояно             | 3–6, 4–6           |
| Перемога  | 2–1   | Гру 1999 | Чилі F6, Сантьяго         | Ф'ючерс    | Ґрунт    | Леонардо Аццаро         | 3–6, 6–0, 6–2      |
| Поразка   | 2–2   | Тра 2000 | Чилі F6, Сантьяго         | Ф'ючерс    | Ґрунт    | Серхіо Ройтман          | 3–6, 3–6           |
| Перемога  | 3–2   | Жов 2002 | Чилі F4, Сантьяго         | Ф'ючерс    | Ґрунт    | Франсіско Кабельйо      | 3–6, 6–3, 6–3      |
| Перемога  | 4–2   | Жов 2002 | Чилі F6, Сантьяго         | Ф'ючерс    | Ґрунт    | Серхіо Еліас-Мусалем    | 7–5, 7–5           |
| Перемога  | 5–2   | Вер 2003 | Мехіко, Мексика           | Челленджер | Тверде   | Сантьяго Гонсалес       | 7–5, 6–3           |
| Поразка   | 5–3   | Січ 2004 | Сан-Паулу, Бразилія       | Челленджер | Тверде   | Хуан Монако             | 4–6, 6–7(4–7)      |
| Поразка   | 5–4   | Бер 2004 | Богота, Колумбія          | Челленджер | Ґрунт    | Алехандро Фалья         | 6–4, 1–6, 2–6      |
| Поразка   | 5–5   | Бер 2004 | Мехіко, Мексика           | Челленджер | Ґрунт    | Флоріан Маєр (тенісист) | 4–6, 3–6           |
| Перемога  | 6–5   | Тра 2004 | Загреб, Хорватія          | Челленджер | Ґрунт    | Рубен Рамірес Ідальго   | 6–3, 7–5           |
| Поразка   | 6–6   | Січ 2005 | Сантьяго, Чилі            | Челленджер | Ґрунт    | Томас Беренд            | 6–7(3–7), 6–4, 2–6 |
| Перемога  | 7–6   | Тра 2005 | Еттлінген, Німеччина      | Челленджер | Ґрунт    | Марк Лопес Таррес       | 6–4, 6–4           |
| Поразка   | 7–7   | Лип 2005 | Познань, Польща           | Челленджер | Ґрунт    | Теймураз Габашвілі      | 4–6, 2–6           |
| Поразка   | 7–8   | Сер 2006 | Манербіо, Італія          | Челленджер | Ґрунт    | Андреас Вінчігерра      | 6–7(3–7), 1–6      |
| Поразка   | 7–9   | Кві 2007 | Мехіко, Мексика           | Челленджер | Ґрунт    | Рамон Дельгадо          | 3–6, 3–6           |
| Поразка   | 7–10  | Тра 2007 | Форест-Гіллс, США         | Челленджер | Ґрунт    | Пол Голдстейн           | без гри            |
| Перемога  | 8–10  | Сер 2008 | Німеччина F16, Вальштедт  | Ф'ючерс    | Ґрунт    | Леонарду Таваріш        | 6–3, 4–6, 6–0      |
| Перемога  | 9–10  | Сер 2008 | Німеччина F17, Юберлінген | Ф'ючерс    | Ґрунт    | Дітер Кіндльманн        | 6–1, 6–2           |
| Перемога  | 10–10 | Вер 2008 | Німеччина F18, Кемптен    | Ф'ючерс    | Ґрунт    | Юліан Райстер           | 6–2, 5–7, 6–3      |
| Перемога  | 11–10 | Лис 2009 | Чилі F6, Консепсьйон      | Ф'ючерс    | Ґрунт    | Агустін Пікко           | 6–3, 6–2           |
| Поразка   | 11–11 | Тра 2010 | Польща F2, Краків         | Ф'ючерс    | Ґрунт    | Душан Лойда             | 2–6, 5–7           |
| Поразка   | 11–12 | Чер 2010 | Польща F3, Кошалін        | Ф'ючерс    | Ґрунт    | Єжи Янович              | 7–6(7–2), 3–6, 3–6 |

### Парний розряд: 27 (13–14)
| Легенда              |
| -------------------- |
| ATP Челленджер (7–8) |
| ITF Ф'ючерс (6–6)    |

| Фінали за покриттям |
| ------------------- |
| Тверде (2–1)        |
| Ґрунт (11–13)       |
| Трава (0–0)         |
| Килим (0–0)         |

| Результат | В-П   | Дата     | Турнір                              | Рівень     | Покриття | Партнер                  | Суперники                                     | Рахунок                |
| --------- | ----- | -------- | ----------------------------------- | ---------- | -------- | ------------------------ | --------------------------------------------- | ---------------------- |
| Поразка   | 0–1   | Сер 1998 | Еквадор F2, Кіто                    | Ф'ючерс    | Ґрунт    | Рауль Вальдес            | Педру Брага Хуан-Каміло Гамбоа                | 6–3, 4–6, 4–6          |
| Перемога  | 1–1   | Жов 1999 | Болівія F2, Кочабамба               | Ф'ючерс    | Ґрунт    | Хайме Фільйоль мол.      | Родріго Пена Серхіо Ройтман                   | 6–3, 4–6, 6–3          |
| Поразка   | 1–2   | Жов 1999 | Болівія F3, Санта-Крус-де-ла-Сьєрра | Ф'ючерс    | Ґрунт    | Хайме Фільйоль мол.      | Мартін Вассальйо Аргуельйо Вальтер Гріноверо  | 2–6, 0–6               |
| Перемога  | 2–2   | Жов 1999 | Парагвай F2, Асунсьйон              | Ф'ючерс    | Ґрунт    | Хайме Фільйоль мол.      | Даніель Карассіоло Гергей Кішдєрдь            | 4–6, 6–0, 6–1          |
| Перемога  | 3–2   | Лис 1999 | Чилі F3, Вальпараїсо                | Ф'ючерс    | Ґрунт    | Хайме Фільйоль мол.      | Даніель Карассіоло Луїс Ормасабаль            | 6–3, 2–6, 6–4          |
| Перемога  | 4–2   | Гру 1999 | Чилі F6, Сантьяго                   | Ф'ючерс    | Ґрунт    | Хайме Фільйоль мол.      | Даніель Карассіоло Ігнасіо Гонсалес-Кінг      | без гри                |
| Поразка   | 4–3   | Тра 2000 | Чилі F6, Сантьяго                   | Ф'ючерс    | Ґрунт    | Хайме Фільйоль мол.      | Хуан Пабло Гусман Себастьян Контадор          | 6–3, 4–6, 1–6          |
| Перемога  | 5–3   | Гру 2000 | Сан-Хосе, Коста-Рика                | Челленджер | Тверде   | Гільєрмо Каньяс          | Девін Бовен Брендон Коуп                      | 7–6(7–5), 6–1          |
| Поразка   | 5–4   | Чер 2002 | Айзенах, Німеччина                  | Челленджер | Ґрунт    | Маркуш Даніел            | Едвін Кемпес Мартін Веркерк                   | 3–6, 4–6               |
| Перемога  | 6–4   | Лип 2002 | Будайорш, Угорщина                  | Челленджер | Ґрунт    | Ермес Гамональ           | Їржі Ванек Робін Вік                          | 6–3, 0–6, 6–3          |
| Поразка   | 6–5   | Жов 2002 | Чилі F4, Сантьяго                   | Ф'ючерс    | Ґрунт    | Франсіско Кабельйо       | Марсіу Карлссон Роберт Ліндстедт              | 3–6, ret.              |
| Поразка   | 6–6   | Лис 2002 | Мексика F17, Сакатекас (штат)       | Ф'ючерс    | Тверде   | Ігнасіо Гонсалес-Кінг    | Бруно Ечагарай Сантьяго Гонсалес              | 6–7(0–7), 1–6          |
| Поразка   | 6–7   | Кві 2003 | Чилі F1, Сантьяго                   | Ф'ючерс    | Ґрунт    | Франсіско Кабельйо       | Патрісіо Аркес Себастьян Декуд                | 2–6, 6–7(6–8)          |
| Перемога  | 7–7   | Кві 2003 | Чилі F3, Сантьяго                   | Ф'ючерс    | Ґрунт    | Франсіско Кабельйо       | Пауль Капдевіль Давід Марреро                 | 6–3, 6–1               |
| Поразка   | 7–8   | Тра 2004 | Турин, Італія                       | Челленджер | Ґрунт    | Ермес Гамональ           | Леонардо Аццаро Джорджо Галімберті            | 1–6, 3–6               |
| Перемога  | 8–8   | Чер 2004 | Фюрт, Німеччина                     | Челленджер | Ґрунт    | Янко Типсаревич          | Грейдон Олівер Сімон Аспелін                  | 6–4, 6–4               |
| Поразка   | 8–9   | Сер 2004 | Сан-Марино, Сан-Марино              | Челленджер | Ґрунт    | Алекс Лопес Морон        | Массімо Бертоліні Том Ванхудт                 | 2–6, 4–6               |
| Поразка   | 8–10  | Лип 2005 | Познань, Польща                     | Челленджер | Ґрунт    | Томас Тенконі            | Лукаш Кубот Філіп Урбан                       | 7–6(7–5), 3–6, 2–6     |
| Поразка   | 8–11  | Жов 2005 | Кіто, Еквадор                       | Челленджер | Ґрунт    | Пауль Капдевіль          | Г'юго Армандо Гленн Вейнер                    | 3–6, 1–6               |
| Перемога  | 9–11  | Лип 2006 | Монтобан, Франція                   | Челленджер | Ґрунт    | Пабло Куевас             | Марк Жікель Едуар Роже-Васслен                | 6–3, 4–6, [10–8]       |
| Поразка   | 9–12  | Вер 2006 | Крань, Словенія                     | Челленджер | Ґрунт    | Даміан Патріарка         | Антоніо Бальдельйоу-Естева Ектор Руїс-Каденас | 6–0, 2–6, [7–10]       |
| Перемога  | 10–12 | Січ 2007 | Сан-Паулу, Бразилія                 | Челленджер | Тверде   | Пабло Куевас             | Марсело Мело Алешандре Сімоні                 | 6–4, 6–2               |
| Поразка   | 10–13 | Жов 2007 | Белу-Оризонті, Бразилія             | Челленджер | Ґрунт    | Леонардо Маєр            | Марсель Гранольєрс Сантьяго Вентура Бертомеу  | 3–6, 3–6               |
| Поразка   | 10–14 | Лис 2007 | Асунсьйон, Парагвай                 | Челленджер | Ґрунт    | Бартоломе Сальва-Відаль  | Мартін Вассальйо Аргуельйо Карлос Берлок      | 5–7, 7–6(7–5), [11–13] |
| Перемога  | 11–14 | Кві 2008 | Флоріанополіс, Бразилія             | Челленджер | Ґрунт    | Леонардо Маєр            | Томас Беллуччі Бруно Соарес                   | 6–2, 6–0               |
| Перемога  | 12–14 | Чер 2009 | Констанца, Румунія                  | Челленджер | Ґрунт    | Давід Марреро            | Адр'ян Кручат Флорін Мерджа                   | 7–6(7–5), 6–2          |
| Перемога  | 13–14 | Тра 2010 | Польща F1, Катовиці                 | Ф'ючерс    | Ґрунт    | Ганс Подліпнік Кастільйо | Денис Мацюкевич Крістобаль Сааведра Корвалан  | 7–5, 7–5               |

### Змагання за збірну країни (3 поразки)
Одиночний розряд
| Результат | Дата     | Турнір                                         | Покриття | Суперник       | Рахунок            |
| --------- | -------- | ---------------------------------------------- | -------- | -------------- | ------------------ |
| Поразка   | Лип 2007 | Панамериканські ігри, Ріо-де-Жанейро, Бразилія | Ґрунт    | Флавіо Саретта | 3–6, 6–4, 6–7(2–7) |

Парний розряд
| Результат | Дата     | Турнір                                                       | Покриття | Партнер      | Суперники                            | Рахунок            |
| --------- | -------- | ------------------------------------------------------------ | -------- | ------------ | ------------------------------------ | ------------------ |
| Поразка   | Сер 2003 | Панамериканські ігри Санто-Домінго, Домініканська Республіка | Тверде   | Марсело Ріос | Сантьяго Гонсалес Алехандро Ернандес | 7–6(7–5), 2–6, 3–6 |
| Поразка   | Лип 2007 | Панамериканські ігри Ріо-де-Жанейро, Бразилія                | Ґрунт    | Хорхе Агілар | Едуардо Шванк Орасіо Себальйос       | 3–6, 4–6           |